# Тюкавин, Александр Васильевич
Александр Васильевич Тюкавин (род. 25 марта 1975, Котлас, Архангельская область) — российский игрок в хоккей с мячом, полузащитник и нападающий, заслуженный мастер спорта России (2004), восьмикратный чемпион мира. Один из самых титулованных игроков в мировом хоккее с мячом.

## Карьера

### Клубная
Начал заниматься хоккеем с мячом в Котласе в ДЮСШ-1 у Анатолия Алфертьева.
С 1990 года — в школе кировской «Родины». Наставниками в Кирове были Юрий Бушуев, под руководством которого Тюкавин в составе «Родины» победил в чемпионатах СССР среди юношей (1992) и младших юношей (1991), в дальнейшем Анатолий Казаковцев, возглавлявший «Родину», за которую игрок дебютировал в сезоне 1992/93, отметившись в своём первом матче в высшем дивизионе двумя забитыми мячами в игре против подмосковного «Вымпела».
В 1995 году получил приглашение в архангельский «Водник», выступая за команду следующие 10 сезонов игровой карьеры, побеждая в девяти чемпионатах России, трижды — в Кубке России и Кубке европейских чемпионов, дважды — в Кубке мира, в сезоне 2004/05 — во всех клубных турнирах сезона. В 1997 году был впервые включён в число 22-х лучших игроков сезона и признан лучшим полузащитником сезона. В 2000 году был включён в символическую сборную «Водника» за 75 лет существования клуба.

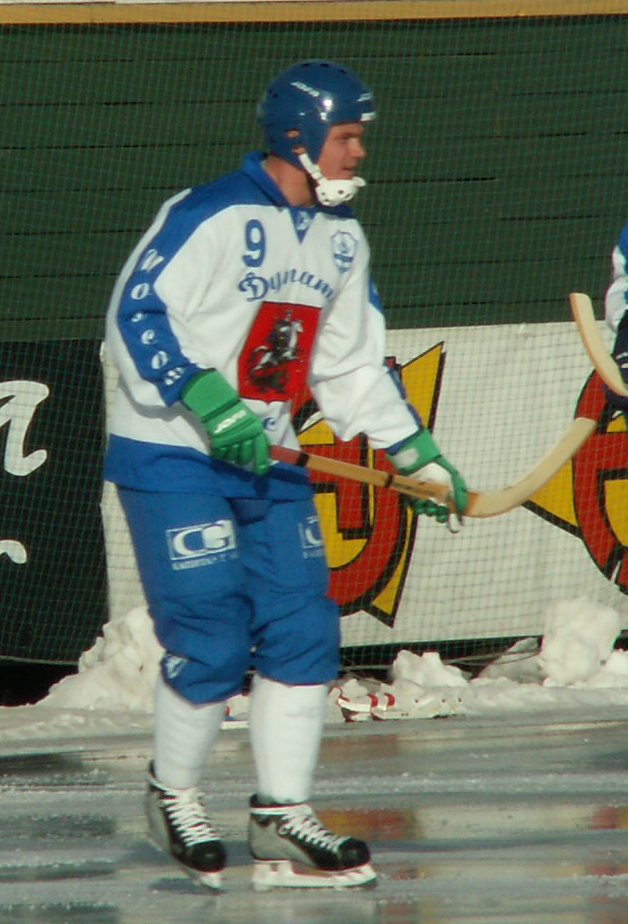
В составе московского «Динамо», 2007 год

В 2005 году вместе с ещё рядом ведущих игроков «Водника» и сборной России переходит в московское «Динамо», по итогам сезона 2004/05, завоевавшее место в высшем дивизионе чемпионата России. Выступая за «Динамо» десять сезонов ещё семь раз побеждает в чемпионате России, шесть раз в Кубке России, трижды — в Кубке европейских чемпионов, Кубке мира и Кубке чемпионов Эдсбюна, в сезоне 2006/07 — вновь во всех клубных турнирах сезона, а также в составе сборной России на чемпионате мира 2007 года. Капитан «Динамо» с 2010 по 2015 год.
В 2015 году вернулся в «Водник», в котором в 2019 году завершил игровую карьеру.
В январе 2017 года получил травму и выбыл из состава команды до конца сезона, а в марте того же года был назначен исполняющим обязанности главного тренера «Водника», сменив на своём посту Игоря Гапановича, дисквалифицированного Контрольно-дисциплинарным комитетом Федерации хоккея с мячом России после резонансного матча чемпионата России между архангельским «Водником» и иркутской «Байкал-Энергией», в котором все 20 голов были забиты в свои ворота (9:11). Исполнял обязанности главного тренера до конца сезона.

### В сборной
В 1994 году становится победителем чемпионата мира среди юниоров.
В 1994 и 1995 годах привлекается в сборную России для участия в товарищеских матчах.
В составе второй сборной России в 1996 году принимал участие в Международном турнире на призы Правительства России.
На своём первом чемпионате мира в 2001 году завоёвывает свою первую золотую медаль чемпиона мира, в дальнейшем, выступая на мировых первенствах до 2015 года, побеждает ещё на семи турнирах. В 2003 и 2011 годах признавался лучшим полузащитником чемпионатов мира.

## Достижения

### Командные
«Родина»
 Чемпион России по мини-хоккею (1): 1994 

 Бронзовый призёр чемпионата России по мини-хоккею (1): 1993 

 Чемпион СССР среди юношей: 1992 

 Чемпион СССР среди младших юношей: 1991
«Водник»
 Чемпион России (9): 1995/96, 1996/97, 1997/98, 1998/99, 1999/2000, 2001/02, 2002/03, 2003/04, 2004/05 

 Серебряный призёр чемпионата России (1): 2000/01 

 Обладатель Кубка России (3): 1996, 2000, 2005 (весна) 

 Финалист Кубка России (3): 1997, 1999, 2001 

 Бронзовый призёр Кубка России (1): 2002 

 Обладатель Кубка европейских чемпионов (3): 2002, 2003, 2004 

 Финалист Кубка европейских чемпионов (4): 1996, 1997, 1998, 2000 

 Обладатель Кубка мира (2): 2003, 2004 

 Финалист Кубка мира (1): 2002 

 Обладатель Кубка чемпионов Эдсбюна (1): 2004
«Динамо» (Москва)
 Чемпион России (7): 2005/06, 2006/07, 2007/08, 2008/09, 2009/10, 2011/12, 2012/13 

 Серебряный призёр чемпионата России (3): 2010/11, 2013/14, 2014/15 

 Обладатель Кубка России (6): 2005 (осень), 2006, 2008, 2011 (весна), 2011 (осень), 2012 

 Бронзовый призёр Кубка России (1): 2009 

 Обладатель Суперкубка России (2): 2013 (весна), 2013 (осень) 

 Обладатель Кубка европейских чемпионов (3): 2006, 2008, 2009 

 Финалист Кубка европейских чемпионов (1): 2007 

 Обладатель Кубка мира (3): 2006, 2007, 2013 

 Обладатель Кубка чемпионов Эдсбюна (3): 2006, 2008, 2013 

 Финалист Кубка чемпионов Эдсбюна (2): 2010, 2014
Сборная России
 Чемпион мира (8): 2001, 2006, 2007, 2008, 2011, 2013, 2014, 2015 

 Серебряный призёр чемпионата мира (5): 2003, 2005, 2009, 2010, 2012 

 Бронзовый призёр чемпионата мира (1): 2004 

 Победитель Международного турнира на призы Правительства России (2): 2002, 2010 

 Бронзовый призёр Международного турнира на призы Правительства России (1): 1996 (в составе второй сборной России) 

 Бронзовый призёр Кубка губернатора Московской области (1): 2003 

 Обладатель Суперкубка Европы (1): 2005 (осень) 

 Чемпион мира среди юниоров: 1994

### Личные
- В списке 22-х лучших игроков сезона (19): 1997—2015
- Лучший полузащитник сезона: 1997, 2002, 2011, 2012
- Лучший нападающий сезона: 2000, 2004
- Самый ценный игрок сезона: 2013[13]
- Самый ценный игрок плей-офф чемпионата России: 2014[14]
- Лучший полузащитник чемпионата мира: 2003, 2011[15]
- Символическая сборная чемпионата мира: 2004
- Лучший защитник Международного турнира на призы Правительства России: 2010[16]
- Символическая сборная Международного турнира на призы Правительства России: 2002
- Лучший бомбардир Кубка европейских чемпионов: 1996, 1997, 2004
- Символическая сборная «Водника» за 75 лет: 2000
- Игрок-джентльмен года: 2011, 2013, 2014, 2015, 2016[13][14][17][18][19]

## Награды
- Медаль ордена «За заслуги перед Отечеством» II степени (18 мая 2005 года) — за заслуги в развитии физической культуры и спорта и многолетнюю добросовестную работу[20].
- Медаль ордена «За заслуги перед Отечеством» I степени (25 декабря 2014 года) — за большой вклад в развитие физической культуры и спорта, подготовку спортсменов, добившихся высоких спортивных достижений[21].
- Лауреат премии «Fair Play» (2014)[22].

## Семья
- Дети — сыновья:
  - Даниил Тюкавин (род. 27 октября 1997) — игрок в хоккей с мячом[23].
  - Константин Тюкавин (род. 22 июня 2002) — футболист[24].

## Статистика

### Клубная
| Клуб                 | Сезон  | Чемпионат | Чемпионат | Чемпионат | Кубок | Кубок | Кубок | Еврокубки | Еврокубки | Еврокубки | Всего | Всего | Всего |
| Клуб                 | Сезон  | И         | М         | П         | И     | М     | П     | И         | М         | П         | И     | М     | П     |
| -------------------- | ------ | --------- | --------- | --------- | ----- | ----- | ----- | --------- | --------- | --------- | ----- | ----- | ----- |
| Родина (Киров)       | 1993   | 26        | 11        |           | 11    | 2     |       |           |           |           | 37    | 13    |       |
| Родина (Киров)       | 1994   | 26        | 13        |           | 5     | 0     |       |           |           |           | 31    | 13    |       |
| Родина (Киров)       | 1995   | 24        | 7         |           |       |       |       |           |           |           | 24    | 7     |       |
| Водник (Архангельск) | 1996   | 26        | 12        |           | 11    | 6     |       | 2         | 0         |           | 39    | 18    |       |
| Водник (Архангельск) | 1997   | 26        | 22        |           | 6     | 4     |       | 7         | 7         |           | 39    | 33    |       |
| Водник (Архангельск) | 1998   | 29        | 32        |           | 3     | 9     |       | 8         | 8         |           | 40    | 49    |       |
| Водник (Архангельск) | 1999   | 29        | 25        |           | 11    | 11    |       | 4         | 2         |           | 44    | 38    |       |
| Водник (Архангельск) | 2000   | 27        | 31        | 19        | 7     | 5     | 6     |           |           |           | 34    | 36    | 25    |
| Водник (Архангельск) | 2001   | 22        | 26        | 13        | 10    | 9     | 3     | 8         | 2         |           | 40    | 37    | 13    |
| Водник (Архангельск) | 2002   | 27        | 28        | 13        | 10    | 7     | 2     | 4         | 0         |           | 41    | 35    | 15    |
| Водник (Архангельск) | 2003   | 26        | 19        | 12        | 14    | 10    | 6     | 10        | 5         |           | 50    | 34    | 18    |
| Водник (Архангельск) | 2004   | 26        | 27        | 18        | 4     | 0     |       | 9         | 9         |           | 39    | 36    | 18    |
| Водник (Архангельск) | 2005   | 23        | 17        | 16        | 7     | 7     | 10    | 9         | 12        |           | 39    | 36    | 26    |
| Динамо (Москва)      | 2006   | 23        | 16        | 16        | 9     | 6     | 7     | 3         | 0         |           | 35    | 22    | 23    |
| Динамо (Москва)      | 2007   | 27        | 14        | 22        | 10    | 3     | 4     | 6         | 5         |           | 43    | 22    | 26    |
| Динамо (Москва)      | 2008   | 22        | 10        | 11        | 11    | 5     | 7     | 6         | 1         |           | 39    | 16    | 18    |
| Динамо (Москва)      | 2009   | 28        | 11        | 25        | 6     | 1     | 2     | 6         | 4         |           | 40    | 16    | 27    |
| Динамо (Москва)      | 2010   | 37        | 17        | 26        | 10    | 4     | 7     | 6         | 4         |           | 53    | 25    | 33    |
| Динамо (Москва)      | 2011   | 34        | 43        | 17        | 12    | 11    | 7     | 4         | 1         | 3         | 50    | 55    | 27    |
| Динамо (Москва)      | 2012   | 23        | 19        | 8         | 8     | 8     | 7     | 5         | 2         | 0         | 36    | 29    | 15    |
| Динамо (Москва)      | 2013   | 31        | 6         | 11        | 9     | 5     | 3     | 4         | 1         | 1         | 44    | 12    | 15    |
| Динамо (Москва)      | 2014   | 24        | 8         | 6         | 10    | 1     | 2     | 6         | 0         | 1         | 40    | 9     | 9     |
| Динамо (Москва)      | 2015   | 30        | 7         | 12        | 13    | 4     | 5     | 5         | 4         | 1         | 48    | 15    | 18    |
| Водник (Архангельск) | 2016   | 21        | 9         | 13        | 7     | 2     | 3     |           |           |           | 28    | 11    | 16    |
| Водник (Архангельск) | 2017   | 21        | 6         | 7         | 4     | 2     | 1     |           |           |           | 25    | 8     | 8     |
| Водник (Архангельск) | 2018   | 26        | 8         | 6         | 7     | 1     | 2     |           |           |           | 33    | 9     | 8     |
| Водник (Архангельск) | 2019   | 13        | 2         | 3         | 5     | 0     | 2     |           |           |           | 18    | 2     | 5     |
| Водник (Архангельск) | 27 сез | 697       | 446       | 274       | 220   | 123   | 86    | 112       | 67        | 6         | 1029  | 636   | 366   |

Примечание: Статистика голевых передач ведется с сезона 1999/2000
В чемпионатах России забивал мячи в ворота 32 команд
```
 1.Волга             = 37 мячей 17.Агрохим        = 11
 2.Зоркий            = 34       18.БСК            = 10
 3.Динамо-Казань     = 30       19.Североникель   =  8
 4.Старт             = 27       20.Мурман         =  8
 5.Енисей            = 26       21.Юность О.      =  7
 6.Уральский трубник = 24       22.СКА-Забайкалец =  6
 7-10.Север          = 22       23.Вымпел         =  5
 7-10.Строитель      = 22       24.Заря Н.        =  4
 7-10.Динамо М       = 22       25.Металлург Б.   =  4
 7-10.Родина         = 22       26.СКА-Свердловск =  3
11.Байкал-Энергия    = 21       27-29.Подшипник   =  2
12.Локомотив О.      = 20       27-29.Знамя       =  2
13.Сибсельмаш        = 19       27-29.Маяк        =  2
14.Водник            = 17       30-32.Динамо А-А  =  1
15.Кузбасс           = 14       30-32.Саяны       =  1
16.СКА-Нефтяник      = 12       30-32.Черемшан    =  1
```

В чемпионатах России количество мячей в играх
по 1 мячу забивал в 223 играх

по 2 мяча забивал в 70 играх

по 3 мяча забивал в 19 играх

по 4 мяча забивал в 1 игре

по 5 мячей забивал в 2 играх

по 6 мячей забивал в 2 играх

Свои 446 мячей забросил в 317 играх, в 380 играх мячей не забивал.

### Комментарии
1. ↑  Количество игр и голов за клуб(ы) в высшем дивизионе чемпионатов России
2. ↑  Результативные передачи